# Philip Wadler
Philip Lee Wadler (8 aprile 1956) è un informatico statunitense.
È noto per i suoi contributi alla progettazione del linguaggio di programmazione e alla teoria dei tipi. In particolare, ha contribuito alla teoria alla base della programmazione funzionale e all'uso delle monadi nella programmazione funzionale, alla progettazione del linguaggio puramente funzionale Haskell e al linguaggio di query dichiarativo XQuery. Nel 1984 ha creato il linguaggio di programmazione Orwell. Wadler è stato coinvolto nell'aggiunta di tipi generici a Java 5.0. È anche autore dell'articolo Theorems for free! che ha dato origine a molte ricerche sull'ottimizzazione del linguaggio funzionale.
Wadler ha conseguito una laurea (Bachelor) scientifica in matematica presso la Stanford University nel 1977 e un Master in Ingegneria informatica presso la Carnegie Mellon University nel 1979. Ha completato il suo dottorato in filosofia in informatica presso la Carnegie Mellon University nel 1984. La sua tesi si intitolava Listlessness is Better than Laziness (l'apatia è meglio della pigrizia) ed è stata supervisionata da Nico Habermann.
Gli interessi di ricerca di Wadler riguardano i linguaggi di programmazione. 
Wadler è stato ricercatore presso il Programming Research Group (parte dell'Oxford University Computing Laboratory) e il St Cross College (Oxford) dal 1983 al 1987. È stato progressivamente docente, lettore e professore presso l'Università di Glasgow dal 1987 al 1996. Wadler è stato membro dello staff tecnico presso Bell Labs, Lucent Technologies (1996–99) e poi presso Avaya Labs (1999–2003). Dal 2003 è professore di informatica teorica presso la School of Informatics dell'Università di Edimburgo.
Wadler è stato editore del Journal of Functional Programming dal 1990 al 2004.
Wadler sta attualmente lavorando a un nuovo linguaggio funzionale progettato per scrivere applicazioni web, chiamato Links.
Dal 2003, Wadler è professore di informatica teorica presso il Laboratory for Foundations of Computer Science presso l'Università di Edimburgo. È anche membro del Blockchain Technology Laboratory dell'università. Ha un indice H di 70 con 24.447 citazioni su Google Scholar. A dicembre 2018 Wadler era leader di area per i linguaggi di programmazione presso IOHK, una società di sviluppo della blockchain.